# Covehithe
Covehithe is een civil parish in het bestuurlijke gebied Waveney, in het Engelse graafschap Suffolk.
Het is een klein, landelijk kustdorp aan de Noordzee. De kustlijn nabij Covehithe is onderhevig aan sterke erosie. Per jaar schrijdt het land ongeveer 4,5m terug. Dit betekent dat Covehithe tegen ten laatste 2120 door de Noordzee zal verzwolgen zijn. Omdat de aanleg van erosieremmende strandhoofden een negatieve invloed zou hebben op de kuststabiliteit in het zuidelijker gelegen toeristische stadje Southwold, kunnen geen maatregelen genomen worden om het verdwijnen van het dorp tegen te gaan.